# Lettice Curtis

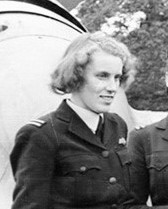

Lettice Curtis (1º febbraio 1915 – 21 luglio 2014) è stata un'aviatrice e ingegnere britannica nonché responsabile tecnico delle prove di volo all'Aeroplane and Armament Experimental Establishment (A&AEE), pilota da corsa nelle competizioni aeronautiche e autrice di saggi a tema aeronautico tra cui la sua autobiografia.

## Biografia
Nacque a Denbury nel Devon, figlia di Eleanor Francis (nata Master) e Walter Septimus Curtis (nato nel 1871), lord del maniero di Denbury e avvocato di Lincoln's Inn, nipote di Matthew Curtis (1807–1887) di Thornfield nella parrocchia di Heaton Mersey, Lancashire, che fu un importante produttore di macchinari per la filatura del cotone in Gran Bretagna e tre volte sindaco di Manchester. Lettice aveva un fratello e cinque sorelle. Studiò alla Benenden School e allo St Hilda's College di Oxford, dove, oltre a seguire i corsi di matematica, fu capitano delle squadre universitarie femminili di tennis su prato e scherma. Giocò anche a lacrosse per l'università. Morì a 99 anni a Maidenhead, Berkshire. 

## Carriera
Lettice imparò a volare nel 1937 allo Yapton Flying Club, Ford, West Sussex, ottenendo una licenza di classe B. Lettice fu una delle prime donne pilota ad aderire a Air Transport Auxiliary (ATA), la prima donna ad ottenere l'abilitazione a pilotare i grandi bombardieri quadrimotore che equipaggiavano la Royal Air Force, e, tra le sue attività durante la seconda guerra mondiale, ci fu quella di pilotare i caccia Supermarine Spitfire per il loro trasferimento in prima linea. Particolarmente longeva e lucida anche con l'avanzare dell'età, riuscì ad ottenere la licenza di pilotaggio per elicotteri all'età di 77 anni.

## Opere
- (EN) Lettice Curtis, The Forgotten Pilots, Olney, Bucks, Nelson & Saunders, 1985, ISBN 0-947750-02-9.
- (EN) Lettice Curtis, Lettice Curtis - her autobiography, Walton on Thames, Red Kite, 2004, ISBN 0-9546201-1-9.